# A magyar labdarúgó-válogatott 2021. március 28-i mérkőzése
A magyar labdarúgó-válogatott  második 2022-es labdarúgó-világbajnokság-selejtező mérkőzését San Marino ellen játszotta 2021. március 28-án. Ez volt a magyar labdarúgó-válogatott 953. mérkőzése.

## Helyszín
A találkozó a serravalle-i San Marino Stadionban került megrendezésre.

## Örökmérleg a mérkőzés előtt
| Sorszám | Időpont           | Helyszín   | Eredmény  | Kiírás       |
| ------- | ----------------- | ---------- | --------- | ------------ |
| 1/767   | 2002. október 16. | Budapest   | 3–0 (0–0) | Eb-selejtező |
| 2/774   | 2003. június 11.  | Serravalle | 5–0 (2–0) | Eb-selejtező |
| 3/853   | 2010. október 8.  | Budapest   | 8–0 (4–0) | Eb-selejtező |
| 4/860   | 2011. június 7.   | Serravalle | 3–0 (1–0) | Eb-selejtező |

| M | Gy | D | V | G+ | G– | Gk  | %   |
| - | -- | - | - | -- | -- | --- | --- |
| 4 | 4  | 0 | 0 | 19 | 0  | +19 | 100 |

## A mérkőzés
| 2021. március 28. 20:45 |

| San Marino | 0–3               | Magyarország                                                |
| ---------- | ----------------- | ----------------------------------------------------------- |
|            | (0–1) Jegyzőkönyv | Szalai Á. 13' (11-esből) Sallai 71' Nikolics 88' (11-esből) |

| San Marino Stadion, Serravalle |

### Az összeállítások
| San Marino | Magyarország |

San Marino
| K                        | 1  | Benedettini E. |     |     |
| V                        | 11 | Battistini     |     | 58' |
| V                        | 16 | Fabbri         | 20' |     |
| V                        | 5  | Brolli         |     |     |
| V                        | 6  | Rossi          | 18' |     |
| V                        | 3  | Palazzi        |     |     |
| KP                       | 21 | Márcio Vieira  | 35' | 53' |
| KP                       | 8  | Golinucci      |     |     |
| KP                       | 22 | Mularoni       |     |     |
| CS                       | 19 | Nanni          |     | 80' |
| CS                       | 19 | Berardi        |     | 80' |
| Cserék:                  |    |                |     |     |
| KP                       | 23 | Zonzini        |     | 53' |
| CS                       | 14 | Berardi        |     | 80' |
| CS                       | 20 | Adolfo Hirsch  |     | 80' |
| Fel nem használt cserék: |    |                |     |     |
| K                        | 10 | Stimac         |     |     |
| K                        | 12 | Benedettini S. |     |     |
| V                        | 2  | D'Addario      |     |     |
| V                        | 7  | Giardi         |     |     |
| V                        | 13 | Grandoni       |     |     |
| V                        | 15 | Conti          |     |     |
| KP                       | 4  | Battistini M.  |     |     |
| KP                       | 18 | Ceccaroli      |     |     |
| CS                       | 17 | Tomassini      |     |     |
| Vezetőedző:              |    |                |     |     |
| Franco Varrella          |    |                |     |     |

| K                        | 12 | Dibusz         |     |     |
| V                        | 21 | Botka          | 75' |     |
| V                        | 6  | Orbán          |     |     |
| V                        | 4  | Szalai A.      |     |     |
| KP                       | 7  | Nego           |     | 45' |
| KP                       | 16 | Gazdag         |     | 62' |
| KP                       | 10 | Cseri          | 29' | 45' |
| KP                       | 18 | Sigér          |     |     |
| KP                       | 11 | Varga K.       |     | 72' |
| CS                       | 20 | Sallai         |     |     |
| CS                       | 9  | Szalai Á.      |     | 84' |
| Cserék:                  |    |                |     |     |
| V                        | 13 | Kalmár         |     | 45' |
| CS                       | 23 | Nikolics       |     | 45' |
| KP                       | 15 | Kleinheisler   |     | 62' |
| CS                       | 17 | Varga R.       |     | 72' |
| CS                       | 19 | Géresi         |     | 84' |
| Fel nem használt cserék: |    |                |     |     |
| K                        | 22 | Tóth Balázs    |     |     |
| V                        | 3  | Hangya         |     |     |
| V                        | 6  | Kecskés        |     |     |
| V                        | 14 | Lovrencsics G. |     |     |
| KP                       | 8  | Nagy Á.        |     |     |
| Vezetőedző:              |    |                |     |     |
| Marco Rossi              |    |                |     |     |

A mérkőzés statisztikái
| San Marino |                      | Magyarország |
| ---------- | -------------------- | ------------ |
| 25 (%)     | Labdabirtoklás       | 75 (%)       |
| 0          | Gól                  | 3            |
| 4          | Sárga lap            | 2            |
| 0          | Piros lap            | 0            |
| 1          | Szöglet              | 16           |
| 1          | Les                  | 3            |
| 1          | Lövés                | 23           |
| 0          | Kaput eltalált lövés | 9            |
| 0          | Blokkolt lövés       | 5            |
| 199        | Passz                | 736          |
| 120        | Sikeres passz        | 653          |
| 60 (%)     | Passz hatékonyság    | 89 (%)       |
| 17         | Szabálytalanságok    | 14           |